# Charles-Antoine Léonard de Sahuguet d'Amarzit d'Espagnac
Charles-Antoine Léonard de Sahuguet d'Amarzit d'Espagnac (28 mars 1758 - février 1837), comte de Sancerre et baron d'Espagnac et de Coméré, fils de Jean-Baptiste Joseph de Sahuguet d'Amarzit d'Espagnac et de Suzanne-Elisabeth de Beyer.

## Biographie
Il est nommé Membre de l'Assemblée provinciale du Berry, pour la noblesse, le 12 juillet 1778.
Lieutenant des villes et château d'Issoudun, Charles-Antoine épouse Elisabeth-Ursule de La Toison de Rocheblanche.  
Par contrat du 30 mars 1785, en échange du comté de Sancerre, de la baronnie de Vailly et de la châtellenie de Barlieu (acquis des Conti pour 1 400 000 livres), le baron d’Espagnac, chevalier, mestre de camp de cavalerie, sous-lieutenant des gardes du corps de Louis XVI, reçut de Sa Majesté des propriétés sises en Touraine, Blésois, Normandie, etc. et une soulte de 500 000 livres. Or, en 1791, l’Assemblée nationale décréta la révocation du contrat, concluant que l’échange, « monstrueux », est un véritable « délit national ». 

## Postérité
Le baron d'Espagnac et Elisabeth-Ursule eurent 4 enfants:
- Suzanne-Elisabeth-Louise de Sahuguet d'Amarzit d'Espagnac, épouse Philippe-Antoine d'Assailly (ca. 1784-?).
- Clémentine-Ursule de Sahuguet d'Amarzit d'Espagnac, épouse Jean-Pierre d'Astanières (24 avril 1786-?).
- Agathe-Louise-Renée-Caroline de Sahuguet d'Amarzit d'Espagnac, épouse Charles-Pierre Le François des Courtis de La Groye (25 mai 1787-2 juin 1883).
- Jean-Amable-Joseph-Charles de Sahuguet d'Amarzit d'Espagnac, comte d'Espagnac, épouse Gabrielle d'Arjuzon (22 décembre 1788-3 février 1873), d'où 3 enfants : 
  - Charlotte-Marie de Sahuguet d'Amarzit d'Espagnac, épouse François Achille de Maynard, puis Charles-Georges Philippes de Moucheton de Gerbrois (17 octobre 1806-16 mars 1902)
  - Félicie-Camille de Sahuguet d'Amarzit d'Espagnac, épouse Henri de Grasset (1826-14 janvier 1867)
  - Hélène-Victorine-Charlotte de Sahuguet d'Amarzit d'Espagnac, épouse Charles Auguste Durand de Neuville peintre d'Histoire mort à Sedan en 1870 , puis en 1876 le peintre Évariste Luminais (9 mars 1841-28 février 1911)

Il meurt en 1837.